# 真・三國無双
『真・三國無双』（しん・さんごくむそう）は、2000年8月3日にコーエー（現・コーエーテクモゲームス）から発売されたPlayStation 2用アクションゲーム。「真・三國無双シリーズ」の第1作。海外でのタイトルは『Dynasty Warriors 2』。
キャッチコピーは「三國志の荒ぶる魂、ここに激突!」。
なお、2004年12月16日に本作と同名のPlayStation Portable用ソフト『真・三國無双』が発売されたが、これは『真・三國無双3』をベースにした作品であり、本作とは大きく異なる。

## システム
「真・三國無双シリーズ」の第1作である本作は、戦場を舞台に1対多の戦いを描いた内容であると同時に、状況に応じて砦の攻略や敵軍の大将を撃破するといったリアルタイムシミュレーションのような戦略性を有している。

### 操作方法
デュアルショック2での例。
ジャンプ
×ボタンを押すことでジャンプができ、空中で□ボタンを押すと相手をダウンさせる攻撃ができる。押す時間によってジャンプの高さを調整出来る。
通常攻撃
□ボタンを押すことで素早い連続攻撃を4回まで行うことが出来る。
チャージ攻撃
△ボタンを押すことで通常攻撃より少し強力な攻撃を行うことが出来る。
通常攻撃と組み合わせると技が最大４種類に変化するが、操作によってある程度技の傾向は決まっている。
△のみであればチャージ1、□→△で敵を打ち上げるチャージ2、□□△は敵を気絶させるチャージ3、□□□△は広範囲を吹き飛ばすチャージ4。
ガード
L1ボタンを押すことでガードの体勢を取り、正面からの敵の攻撃を防御する事が出来る。
無双乱舞
老酒を拾うか、攻撃を当てる・受ける、体力ゲージが残り少ない状態での時間経過で無双ゲージがたまる。
ゲージが満タンとなっている状態で○ボタンを押すと、無敵状態になって一方的に攻撃し続ける。無双ゲージがなくなるか○ボタンを離すと終了する。
無双ゲージが満タンでない状態で○ボタンを押すと無双ゲージを溜められる。敵武将の無双乱舞とぶつかり合うと、鍔競り合いになり、ボタン連打で打ち勝たないと隙ができてしまい無双ゲージを失う。
弓矢射撃
R1ボタンを押すと主観視点になり、□ボタンで画面中央に向けて矢を打つことが出来る。△ボタンで強力な矢を発射し、無双ゲージが満タンの時に○ボタンを押すとゲージを消費しながら連射する。
弓矢での攻撃は手持ちの矢の消費を消費し、なくなると使えない。ステージで見つかる矢束のアイテムを拾うことで矢を補給することが出来る。

## キャラクター
蜀勢力
趙雲、関羽、張飛、諸葛亮、劉備、馬超、黄忠、姜維
魏勢力
夏侯惇、典韋、許褚、曹操、夏侯淵、張遼、司馬懿
呉勢力
周瑜、陸遜、太史慈、孫尚香、孫堅、孫権、呂蒙、甘寧
他勢力
貂蝉、呂布、董卓、袁紹、張角

## シナリオ
尚、10年の時を超えてすべて真・三國無双6用ダウンロードコンテンツとして、有料でクロニクルモードに蘇った。
黄巾の乱
虎牢関の戦い
官渡の戦い
長坂の戦い
赤壁の戦い
合肥の戦い
夷陵の戦い
五丈原の戦い

## 主題歌
move『Can't Quit This!!!!〜KNOCK'EM OUT〜』

## 小説作品
堀場亙『真・三國無双 〜風焔乱舞+群星翔舞〜』（2008年1月、GAMECITY文庫）ISBN 9784775806364

## 開発
本作は対戦型格闘ゲーム『三國無双』の続編として企画されており、発足当初からPlayStation 2用ソフトとしての制作が予定されていた。とはいえ、当時は対戦型格闘ゲームというジャンルがマニア向けになりつつあったため、それ以外のジャンルにしようということになった。このとき、PlayStation 2の仕様が開発会社に提供されていたため、この仕様なら戦場そのものを再現できるのではないかという期待が膨れ、開発を始めると様々な案が出て、実現に至った。
前作『三國無双』と同様に、キャラクターの個性を際立たせる方針は継続された一方、ドラマを描く必要があることから、史実とのバランスが難しいと鈴木はTGS2020でのインタビューの中で振り返っている。

## 反響
『真・三國無双』シリーズのプロデューサーの鈴木亮浩によると、本作は前評判もなく初回出荷本数は10万本にも満たず、ローンチタイトルとして発売されたコーエーの別作品『決戦』の陰に隠れてしまったという。それでも、本作は評判が口コミを通じて広がり、ロングセラーとなったという。また、イギリスの「ミダス・インタラクティブ」によると、発売日から6週間の間に日本では約30万本が売れたという。

### 評価
本作はレビュー収集サイトMetacriticにて、「一般的に好評」（ "generally favorable reviews"）という評価を得た。
雑誌NextGenのDaniel Erickson は、本作について、「世界初となるリアルタイムストラテジー要素を取り入れたサードパーソン・3Dアクションゲームだが、システムそのものはいたって古典的である。面白いが、無茶苦茶奥が深いわけではない」（"While it is the first third-person, 3D action game to feature a real-time battlefield, the gameplay is strictly old-school. Fun but not terribly deep."）と評している。一方、日本のゲーム雑誌『ファミ通』のレビューでは40満点中31点がつけられた。